# Calycemorda brasiliensis
Calycemorda brasiliensis is een keversoort uit de familie spartelkevers (Mordellidae). De wetenschappelijke naam van de soort is voor het eerst geldig gepubliceerd in 1969 door Ermisch.